# マイケル・ティー・ヤマグチ
マイケル・ティー・ヤマグチ（4月2日 - ）は、日本、アメリカのお化け屋敷プロデューサー。ハロウィンプロデューサーやゾンビやホラーアクターを手掛ける。長崎県長崎市出身。

## 人物・来歴
4歳で、ハリウッドのステージの経験を持つ。大学入学時に上京する。自らをアメイジストと称し正体不明謎の人物という設定で活動。2004年に「台場怪奇屋敷」創設、2022年、「GHOSTBUS」などでアメリカ進出。